# Избергенов, Ербол Курентаевич
Ербол Курентаевич Избергенов (каз. Ербол Күрентайұлы Ізбергенов; род. 11 августа 1973, с. Курык, Каракиянский район, Мангистауская область, КазССР) — казахстанский государственный деятель.

## Биография
Избергенов Ербол Курентаевич родился 11 августа 1973 года в селе Курык Каракиянского района Мангистауской области. По национальности казах.

### Образование
В 1994 году окончил Алматинский колледж строительства и менеджмента по специальности «Строительство и эксплуатация зданий и сооружений».
В 2007 году окончил РГКП «Актауский государственный университет имени Ш. Есенова» по специальности «Промышленное и гражданское строительство».
В 2018 году окончил Российскую академию народного хозяйства и государственной службы при Президенте Российской Федерации по специальности «Мастер административного дела».

### Трудовая деятельность
Трудовую деятельность начал в 1991 году каменщиком строительно-монтажного участка Комплексной экспедиции «Мангыстаунефтегазразведка» в Актау.
В 1994—1996 годах — каменщик вахтового строительного учреждения «Каламкасстрой».
В 1997 году — мастер товарищества с ограниченной ответственностью «КаспийКоопCервис».
В 1997—2000 годах — начальник участка, главный инженер кооператива собственников квартир «Альбина».
В 2000—2003 годах — технический директор товарищества с ограниченной ответственностью «West Kazakhstan Construction Company».
В 2003—2004 годах — мастер отделочного участка Актауского филиала акционерного общества «Корпорация Kuat».
В 2004 году — исполняющий обязанности главного специалиста отдела архитектуры и градостроительства аппарата акима города Актау, главный специалист отдела архитектуры и градостроительства аппарата акима города Актау.
18 ноября 2004 назначен заместителем акима поселка Мангистау.
25 апреля 2005 назначен акимом Кызылтобинского сельского округа.
В 2007—2011 годах — заместитель акима Мунайлинского района Мангистауской области.
В 2012 году — главный эксперт Управления капитального строительства и материально-технического обеспечения Административного департамента Министерства здравоохранения Республики Казахстан в Астане.
В 2012—2013 годах — начальник Управления строительства Мангистауской области в Актау.
В 2014—2015 годах — руководитель Управления внутреннего администрирования Комитета технического регулирования и метрологии Министерства по инвестициям и развитию Республики Казахстан в Астане.
В 2015 году — руководитель управления инвестиционных проектов Министерства здравоохранения и социального развития Республики Казахстан, Астана.
В 2019—2020 годах — заместитель председателя Правления акционерного общества "Специальная экономическая зона «Морпорт Актау».
В 2020 году — директор республиканской палаты предпринимателей «Атамекен». Советник председателя Правления акционерного общества "Специальная экономическая зона «Морпорт Актау».
С 20 августа 2020 года — исполняющий обязанности заместителя акима города Актау.
30 октября 2020 года назначен заместителем акима города Актау.
3 октября 2022 назначен акимом города Актау.
3 июня 2024 назначен первым заместителем акима Мангистауской области.